# 삼숭초등학교
삼숭초등학교는 대한민국 경기도 양주시에 있는 공립 초등학교이다.

## 학교 연혁
- 2004.12.27 삼숭초등학교 11학급, 유치원 1학급 인가
- 2005.09.01 삼숭초등학교 개교(10학급)
- 2005.09.01 초대 조문영 교장 취임
- 2008.09.01 제2대 정순종 교장 취임
- 2011.09.01 제3대 이기범 교장 취임
- 2013.06.04 학교폭력 예방 그리기대회 양주경찰서장 표창
- 2013.07.31 세계에서 가장 큰 그림대회 교육감 표창
- 2013.08.11 전국리코더 콩쿠르 합주 은상 수상
- 2013.09.01 제4대 신외남 교장 취임
- 2013.09.26 교육장배 육상대회 초등 남자 종합 3위, 여자 종합 2위 입상
- 2013.11.26 경기교육 5대 혁신 동두천양주교육지원청교육장 표창
- 2013.12.26 양주시 제3회 독서마라톤 대회 단체 최우수 양주시장 표창
- 2013.12.30 경기학생 문화예술 어울림 한마당 교육감상 표창
- 2013.12.31 창의지성 교과 특성화 운영 우수교 교육감상 표창
- 2014.02.14 제9회 졸업식 234명 (총 졸업생 수 1,412명)
- 2014.03.01 초등학교 45학급, 유치원 2학급 편성
- 2014.09.26 전국 초등학생 음악 경연대회 3위 입상
- 2014.12.31 초등 창의지성 교과특성화학교 운영 우수 교육감 표창
- 2015.02.13 제10회 졸업식 207명(총 졸업생수 1,619명)
- 2015.03.01 초등학교 45학급,유치원 2학급 편성